# Adilophontes brachykolos
L’adilofonte (Adilophontes brachykolos) è un mammifero carnivoro della famiglia degli anficionidi vissuto in Nordamerica dalla fine dell'Oligocene al primo periodo Aquitaniano del Miocene, da 24,8 a 20,43 milioni di anni fa.
Con un peso stimato di quasi 70 chilogrammi, Adilophontes era addirittura più grande dello Hyaenodon horridus, il carnivoro più diffuso dell'epoca e può averne causato l'estinzione, anche grazie ai cambiamenti climatici avvenuti all'inizio del Miocene e al successo di nuovi generi come Amphicyon.
I resti fossili di scheletri parziali provengono da tre diversi siti del Wyoming ed è stato il paleontologo Robert M. Hunt jr ad assegnarlo alla sottofamiglia dei Daphoeninae nel 2002, rendendolo così un genere affine e contemporaneo al Daphoenodon.